# Premier of Anguilla
Der Premier of Anguilla ist seit dem 14. Mai 2019 der gewählte Regierungschef von Anguilla.
Bis zum 13. Mai 2019 trugen die Amtsinhaber den Titel Chief Minister.

## Chief Minister of Anguilla
| Name             | Amtszeit                           | Partei                                                              |
| ---------------- | ---------------------------------- | ------------------------------------------------------------------- |
| Ronald Webster   | 10. Februar 1976 – 1. Februar 1977 | People’s Progressive Party (bis 1977)                               |
| Emile Gumbs      | 1. Februar 1977 – Mai 1980         | Anguilla National Alliance                                          |
| Ronald Webster   | Mai 1980 – 12. März 1984           | Anguilla United Party (bis 1981), danach Anguilla National Alliance |
| Emile Gumbs      | 12. März 1984 – 16. März 1994      | Anguilla National Alliance                                          |
| Hubert Hughes    | 16. März 1994 – 6. März 2000       | Anguilla United Party                                               |
| Osbourne Fleming | 6. März 2000 – 16. Februar 2010    | Anguilla United Front                                               |
| Hubert Hughes    | 16. Februar 2010 – 24. April 2015  | Anguilla United Movement                                            |
| Victor Banks     | 24. April 2015 – 13. Mai 2019      | Anguilla United Front                                               |

## Premier of Anguilla
| Name          | Amtszeit                     | Partei                        |
| ------------- | ---------------------------- | ----------------------------- |
| Victor Banks  | 14. Mai 2019 – 30. Juni 2020 | Anguilla United Front         |
| Ellis Webster | Seit 30. Juni 2020           | Anguilla Progressive Movement |